# Paul Réneau
Paul Réneau (nascido em 28 de setembro de 1960) é um ex-ciclista belizenho.

## Olimpíadas
Competiu pelo Belize no ciclismo de pista dos Jogos Olímpicos de Verão de 1984 e 1988.